# Shuhei Tada
Shuhei Tada (en japonés: 多田修平, Tada Shuhei, Higashiosaka, 24 de junio de 1996) es un deportista japonés que compite en atletismo, especialista en las carreras de relevos.
Ganó dos medallas de bronce en el Campeonato Mundial de Atletismo, en los años 2017 y 2019, ambas en la prueba de 4 × 100 m.

## Palmarés internacional
| Campeonato Mundial | Campeonato Mundial    | Campeonato Mundial | Campeonato Mundial |
| Año                | Lugar                 | Medalla            | Prueba             |
| ------------------ | --------------------- | ------------------ | ------------------ |
| 2017               | Londres (Reino Unido) | Medalla de bronce  | 4 × 100 m          |
| 2019               | Doha (Catar)          | Medalla de bronce  | 4 × 100 m          |